# Gli esecutori
Gli esecutori è un film del 1976 diretto da Maurizio Lucidi.

## Trama
Ulisse Francesco, il nipote del boss Salvatore Francesco, durante le ricerche di un crocifisso pieno di droga e poi nel corso delle indagini sull'uccisione dei tre ladri, scopre che suo zio gli ha ucciso il padre.

## Produzione
Il film è stato interamente girato a San Francisco per quanto riguarda le scene ambientate in America, mentre quelle ambientate in Italia sono state filmate tra Capaccio - Paestum ed Agropoli.

## Distribuzione
Distribuito nei cinema italiani il 30 marzo 1976, Gli esecutori ha incassato complessivamente 458.098.620 lire dell'epoca.